# Купер Сити (Флорида)
Купер Сити (енгл. Cooper City) град је у америчкој савезној држави Флорида. По попису становништва из 2010. у њему је живело 28.547 становника.

## Демографија
Према попису становништва из 2010. у граду је живело 28.547 становника, што је 608 (2,2%) становника више него 2000. године.
| Група             | 2000.          | 2010.          |
| Белци             | 21.147 (75,7%) | 18.577 (65,1%) |
| Афроамериканци    | 864 (3,1%)     | 1.412 (4,9%)   |
| Азијати           | 1.143 (4,1%)   | 1.575 (5,5%)   |
| Хиспаноамериканци | 4.349 (15,6%)  | 6.520 (22,8%)  |
| Укупно            | 27.939         | 28.547         |